# فيزياء الغلاف الجوي
ضمن علوم الغلاف الجوي، فيزياء الغلاف الجوي (بالإنجليزية:Atmospheric physics)هي تطبيق الفيزياء لدراسة الغلاف الجوي. يحاول علماء فيزياء الغلاف الجوي أن يصمموا الغلاف الجوي للأرض والأغلفة الجوية للكواكب الأخرى باستخدام معادلات تدفق السوائل، والنماذج الكيميائية ، وميزانية الإشعاع، وعمليات نقل الطاقة في الغلاف الجوي (وكذلك كيف ترتبط هذه النظم بالحدود مثل المحيطات). من أجل نمذجة أنظمة الطقس، يستخدم فيزيائيون الغلاف الجوي عناصر نظرية التشتت ونماذج انتشار الموجات وفيزياء السحب والميكانيكا الإحصائية والإحصاءات المكانية التي تعتبر شديدة الرياضيات وتتعلق بالفيزياء. وله روابط وثيقة بالأرصاد الجوية وعلم المناخ ويغطي أيضًا تصميم وبناء أدوات لدراسة الغلاف الجوي وتفسير البيانات التي توفرها، بما في ذلك أدوات الاستشعار عن بعد. في فجر عصر الفضاء وإدخال صواريخ السبر، أصبح علم الطيران تخصصًا فرعيًا يتعلق بالطبقات العليا من الغلاف الجوي، حيث يكون التفكك والتأين مهمين.

## الاستشعار عن بعد

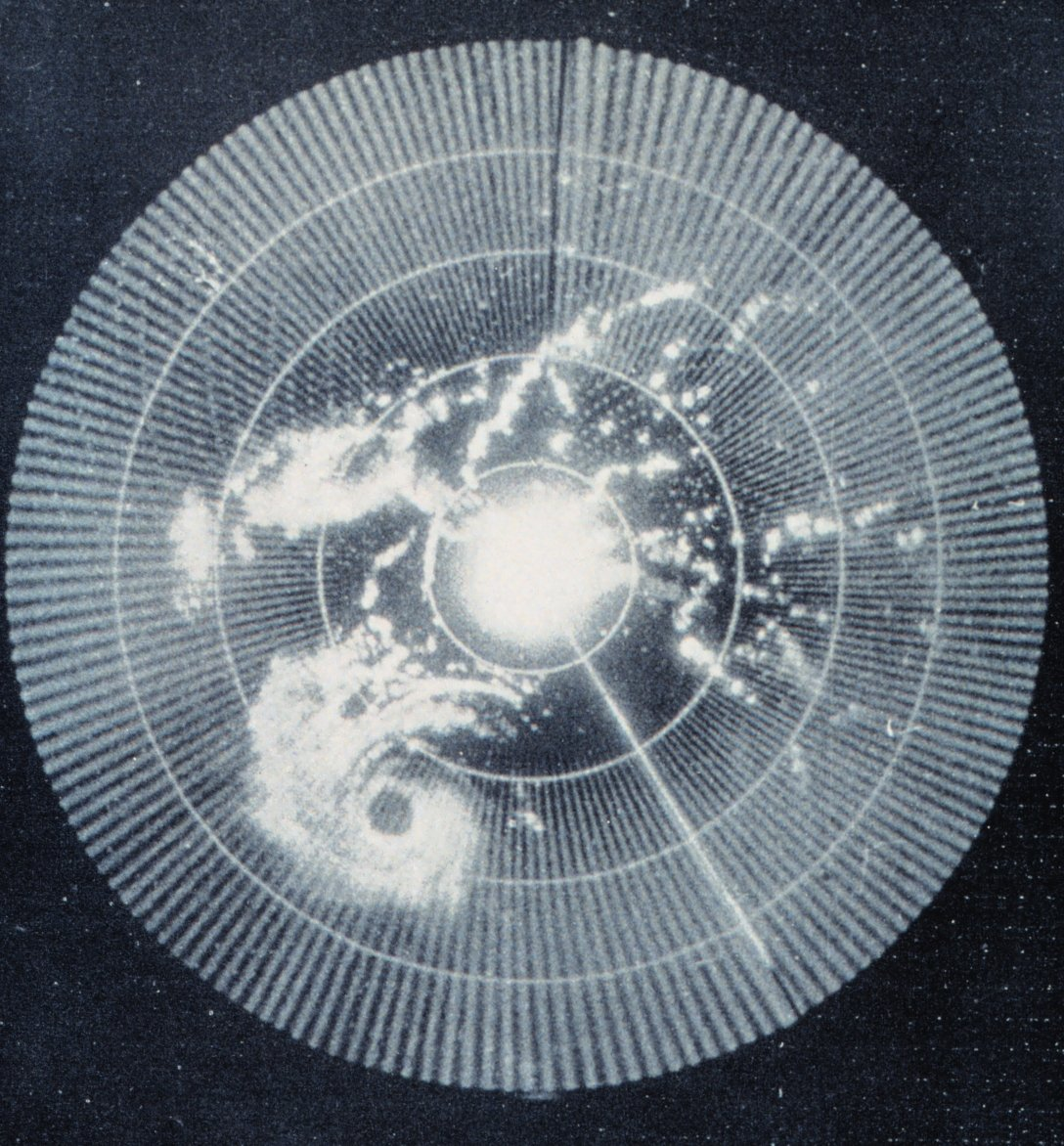
يمكن أن يشير السطوع إلى الانعكاس كما في صورة رادار الطقس لعام 1960 (لإعصار آبي). يحدد تردد الرادار وشكل النبضة والهوائي إلى حد كبير ما يمكنه ملاحظته.

الاستشعار عن بعد هو اكتساب المعلومات على نطاق صغير أو واسع عن شيء أو ظاهرة، عن طريق استخدام إما جهاز (أجهزة) تسجيل أو استشعار في الوقت الحقيقي ليس في اتصال جسدي أو حميم مع الشيء (على سبيل المثال عن طريق الطائرات أو المركبات الفضائية أو الأقمار الصناعية أو العوامات أو السفن). من الناحية العملية، يعد الاستشعار عن بعد بمثابة مجموعة منفصلة من خلال استخدام مجموعة متنوعة من الأجهزة لجمع المعلومات حول كائن أو منطقة معينة والتي تعطي معلومات أكثر مما قد تنقله أجهزة الاستشعار في المواقع الفردية. وبالتالي فإن منصات جمع الأقمار الصناعية لمراقبة الأرض أو الطقس، ومنصات عوامات مراقبة المحيطات والغلاف الجوي، ورصد الحمل عن طريق الموجات فوق الصوتية، والتصوير بالرنين المغناطيسي (MRI)، والتصوير المقطعي بالإصدار البوزيتروني (PET)، والمسابر الفضائية كلها أمثلة على الاستشعار عن بعد. في الاستخدام الحديث، يشير المصطلح عمومًا إلى استخدام تقنيات مستشعرات التصوير بما في ذلك على سبيل المثال لا الحصر استخدام الأدوات على متن الطائرات والمركبات الفضائية، وهو يختلف عن المجالات الأخرى المتعلقة بالتصوير مثل التصوير الطبي.
هناك نوعان من الاستشعار عن بعد. تكتشف المستشعرات السلبية الإشعاع الطبيعي المنبعث أو المنعكس من الكائن أو المنطقة المحيطة التي يتم ملاحظتها. ضوء الشمس المنعكس هو المصدر الأكثر شيوعًا للإشعاع الذي يتم قياسه بواسطة أجهزة الاستشعار السلبية. تتضمن أمثلة أجهزة الاستشعار عن بعد السلبية التصوير الفوتوغرافي للأفلام والأشعة تحت الحمراء والأجهزة المقترنة بالشحن ومقاييس الإشعاع. من ناحية أخرى، ينبعث التجميع النشط للطاقة من أجل مسح الأشياء والمناطق التي يقوم المستشعر عندها باكتشاف وقياس الإشعاع المنعكس أو المتشتت من الهدف. الرادار والليدار والسودار هي أمثلة على تقنيات الاستشعار عن بعد النشطة المستخدمة في فيزياء الغلاف الجوي حيث يتم قياس التأخير الزمني بين الانبعاث والعودة، وتحديد موقع الجسم وارتفاعه وسرعته واتجاهه.
يتيح الاستشعار عن بعد جمع البيانات عن المناطق الخطرة أو التي يتعذر الوصول إليها. تشمل تطبيقات الاستشعار عن بعد مراقبة إزالة الغابات في مناطق مثل حوض الأمازون، وتأثيرات تغير المناخ على الأنهار الجليدية ومناطق القطب الشمالي والقطب الجنوبي، وسبر أعماق أعماق السواحل والمحيطات. استفاد الجمع العسكري خلال الحرب الباردة من جمع البيانات عن المناطق الحدودية الخطرة. كما يحل الاستشعار عن بعد محل جمع البيانات المكلفة والبطيئة على الأرض، مما يضمن في العملية عدم إزعاج المناطق أو الكائنات.
تقوم المنصات المدارية بجمع ونقل البيانات من أجزاء مختلفة من الطيف الكهرومغناطيسي، والتي بالاقتران مع الاستشعار والتحليل الجوي أو الأرضي على نطاق واسع، تزود الباحثين بمعلومات كافية لرصد الاتجاهات مثل ظاهرة النينيو وغيرها من الظواهر الطبيعية طويلة وقصيرة المدى. تشمل الاستخدامات الأخرى مجالات مختلفة من علوم الأرض مثل إدارة الموارد الطبيعية، والمجالات الزراعية مثل استخدام الأراضي والحفاظ عليها، والأمن القومي والتحصيل الأرضي والتجمع في المناطق الحدودية.

## إشعاع
يقسم علماء فيزياء الغلاف الجوي الإشعاع عادةً إلى إشعاع شمسي (تبعثه الشمس) وإشعاع أرضي (ينبعث من سطح الأرض وغلافها الجوي).
يحتوي الإشعاع الشمسي على أطوال موجية متنوعة. الضوء المرئي له أطوال موجية بين 0.4 و0.7 ميكرومتر. تُعرف الأطوال الموجية الأقصر باسم الجزء فوق البنفسجي من الطيف، بينما يتم تجميع الأطوال الموجية الأطول في جزء الأشعة تحت الحمراء من الطيف. الأوزون هو الأكثر فعالية في امتصاص الإشعاع حوالي 0.25 ميكرومتر،  حيث توجد الأشعة فوق البنفسجية في الطيف. هذا يزيد من درجة حرارة طبقة الستراتوسفير القريبة. يعكس الثلج 88٪ من الأشعة فوق البنفسجية،  بينما يعكس الرمل 12٪، ويعكس الماء 4٪ فقط من الأشعة فوق البنفسجية الواردة. أكثر نظرة عابرة كانت الزاوية بين الغلاف الجوي والشمس الصورة أشعة، والأرجح أن الطاقة سينعكس أو استيعابها من قبل الغلاف الجوي.
ينبعث الإشعاع الأرضي بأطوال موجية أطول بكثير من الإشعاع الشمسي. هذا لأن الأرض أبرد بكثير من الشمس. ينبعث الإشعاع من الأرض عبر مجموعة من الأطوال الموجية، كما هو رسمي في قانون بلانك. يبلغ الطول الموجي للطاقة القصوى حوالي 10 ميكرومتر.

## فيزياء السحابة
الفيزياء السحابية هي دراسة العمليات الفيزيائية التي تؤدي إلى تكوين ونمو وهطول الغيوم. تتكون السحب من قطرات مجهرية من الماء (سحب دافئة) أو بلورات صغيرة من الجليد أو كليهما (غيوم مختلطة الطور). في ظل ظروف مناسبة، تتحد القطيرات لتكوين هطول، حيث قد تسقط على الأرض. الآليات الدقيقة لكيفية تشكل السحابة ونموها ليست مفهومة تمامًا، لكن العلماء طوروا نظريات تشرح بنية السحب من خلال دراسة الفيزياء الدقيقة للقطرات الفردية. كما سمح التقدم في تكنولوجيا الرادار والأقمار الصناعية بإجراء دراسة دقيقة للسحب على نطاق واسع.

## كهرباء الغلاف الجوي

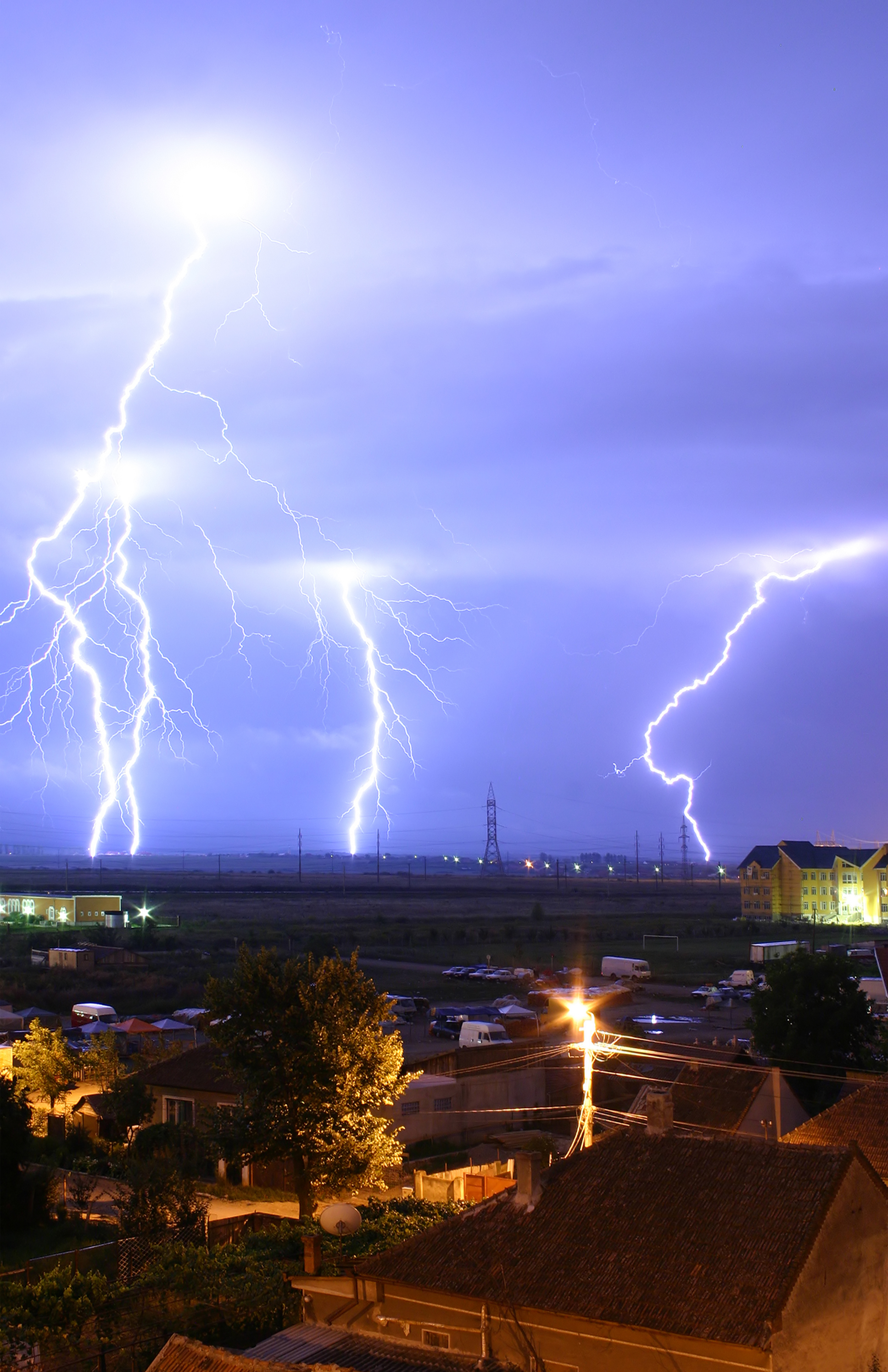
البرق من السحابة إلى الأرض في الدائرة الكهربائية للغلاف الجوي العالمي

كهرباء الغلاف الجوي هو المصطلح الذي يطلق على الكهرباء الساكنة والديناميكا الكهربية للغلاف الجوي (أو، على نطاق أوسع، الغلاف الجوي لأي كوكب). يُعرف سطح الأرض والأيونوسفير والغلاف الجوي باسم الدائرة الكهربائية للغلاف الجوي العالمي. يُطلق البرق 30000 أمبير، حتى 100 مليون فولت، وينبعث منه الضوء، وموجات الراديو، والأشعة السينية، وحتى أشعة جاما. يمكن أن تقترب درجات حرارة البلازما في البرق من 28000 كلفن وقد تتجاوز كثافة الإلكترون 10 24 / م 3.

## المد في الغلاف الجوي
تتولد معظم المد والجزر في الغلاف الجوي ذات الاتساع الأكبر في طبقة التروبوسفير والستراتوسفير عندما يتم تسخين الغلاف الجوي بشكل دوري حيث يمتص بخار الماء والأوزون الإشعاع الشمسي خلال النهار. يمكن للمد والجزر المتولدة بعد ذلك الانتشار بعيدًا عن مناطق المصدر هذه وتصعد إلى الغلاف الجوي والغلاف الحراري. يمكن قياس المد والجزر في الغلاف الجوي على أنها تقلبات منتظمة في الرياح ودرجة الحرارة والكثافة والضغط. على الرغم من أن المد والجزر في الغلاف الجوي تشترك في الكثير من القواسم المشتركة مع المد والجزر في المحيط، إلا أن لها سمتان مميزتان رئيسيتان:
1) المد والجزر في الغلاف الجوي متحمس بشكل أساسي بسبب تسخين الشمس للغلاف الجوي، في حين أن المد والجزر في المحيط متحمس بشكل أساسي من خلال مجال الجاذبية للقمر. هذا يعني أن معظم المد والجزر في الغلاف الجوي لها فترات تذبذب تتعلق بطول 24 ساعة من اليوم الشمسي، بينما المد والجزر في المحيط لها فترات اهتزاز أطول مرتبطة باليوم القمري (الوقت بين عمليات العبور المتتالية على القمر) بحوالي 24 ساعة و 51 دقيقة.
2) تنتشر المد والجزر في الغلاف الجوي حيث تختلف الكثافة اختلافًا كبيرًا مع الارتفاع. والنتيجة هي أن اتساعها يزداد بشكل طبيعي أضعافًا مضاعفة مع صعود المد إلى مناطق أكثر تخلخلًا في الغلاف الجوي بشكل تدريجي (لتفسير هذه الظاهرة، انظر أدناه). في المقابل، تختلف كثافة المحيطات بشكل طفيف فقط مع العمق، وبالتالي فإن المد والجزر لا تختلف بالضرورة في الاتساع مع العمق.
لاحظ أنه على الرغم من أن التسخين الشمسي مسؤول عن المد والجزر الجوي ذي السعة الأكبر، فإن مجالات الجاذبية للشمس والقمر ترفع أيضًا المد والجزر في الغلاف الجوي، مع تأثير المد والجزر في الغلاف الجوي القمري أكبر بكثير من نظيره الشمسي.
على مستوى سطح الأرض، يمكن اكتشاف المد والجزر في الغلاف الجوي كتذبذبات منتظمة ولكن صغيرة في الضغط السطحي بفترات 24 و 12 ساعة. الحد الأقصى للضغط اليومي يحدث في الساعة 10 صباحًا و 10 مساءً بالتوقيت المحلي، بينما تحدث الحدود الدنيا في الساعة 4 صباحًا و 4 مساءً بالتوقيت المحلي. الحد الأقصى المطلق يحدث في الساعة 10 صباحًا بينما الحد الأدنى المطلق يحدث في الساعة 4 مساءً  ومع ذلك، في الارتفاعات الأكبر، يمكن أن تصبح اتساع المد والجزر كبيرة جدًا. في الميزوسفير (ارتفاعات ~ 50–100 km) المد والجزر في الغلاف الجوي يمكن أن تصل إلى اتساع أكثر من 50 م / ث وغالبًا ما تكون أهم جزء من حركة الغلاف الجوي.

## علم الطيران

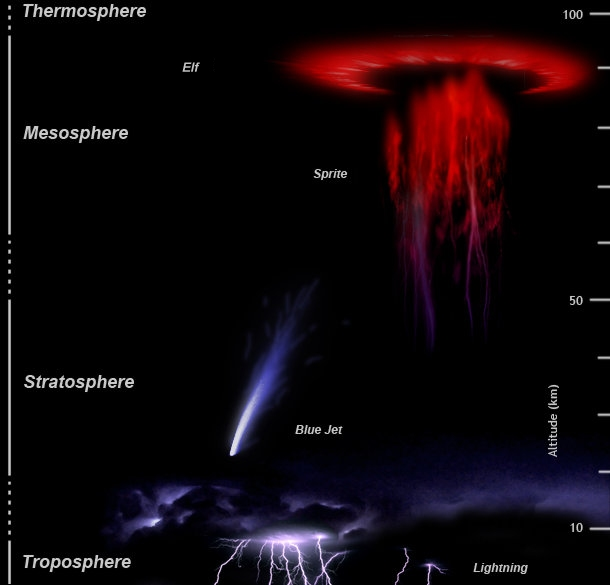
تمثيل برق الغلاف الجوي العلوي وظاهرة التفريغ الكهربائي

علم الهواء هو علم المنطقة العليا من الغلاف الجوي، حيث يكون التفكك والتأين مهمين. تم تقديم مصطلح علم الهواء من قبل سيدني تشابمان في عام 1960. اليوم يشمل المصطلح أيضًا علم المناطق المقابلة للأغلفة الجوية للكواكب الأخرى. يتطلب البحث في علم الطيران الوصول إلى البالونات والأقمار الصناعية وصواريخ السبر التي توفر بيانات قيمة حول هذه المنطقة من الغلاف الجوي. يلعب المد والجزر في الغلاف الجوي دورًا مهمًا في التفاعل مع كل من الغلاف الجوي السفلي والعلوي. من بين الظواهر التي تمت دراستها تصريفات البرق في الغلاف الجوي العلوي، مثل الأحداث المضيئة التي تسمى العفاريت الحمراء، وهالات العفاريت، والنفاثات الزرقاء، والجان.

## مراكز البحث
في المملكة المتحدة، تستند دراسات الغلاف الجوي إلى مكتب الأرصاد الجوية ومجلس أبحاث البيئة الطبيعية ومجلس منشآت العلوم والتكنولوجيا. تشرف أقسام الإدارة الوطنية الأمريكية للمحيطات والغلاف الجوي (NOAA) على المشروعات البحثية ونمذجة الطقس التي تتضمن فيزياء الغلاف الجوي. يقوم المركز الوطني الأمريكي لعلم الفلك والأيونوسفير أيضًا بإجراء دراسات عن الغلاف الجوي العالي. في بلجيكا، يدرس المعهد البلجيكي لعلم الطيران الفضائي الغلاف الجوي والفضاء الخارجي.